# یاپ اودکرک
یاپ اودکرک (هلندی: Jaap Oudkerk؛ ۲ اوت ۱۹۳۷ – ۱۷ فوریهٔ ۲۰۲۴) ورزشکار دوچرخه‌سواری پیست اهل هلند بود.
وی در مسابقات کشوری و بین‌المللی در مجموع برندهٔ ۲ مدال طلا، ۱ مدال نقره، ۲ مدال برنز شده‌است.